# Bergmann & Franz
Die Bergmann & Franz Nachf. GmbH & Co. KG ist ein deutsches Unternehmen, das seit 1874 im Fachgroßhandel von Sanitär-, Heizungs-, Installations- und Fliesenartikeln tätig ist. Es ist zusammen mit seinen Tochterunternehmen mit etwa 375 Mitarbeitern an 31 Standorten in Berlin und Brandenburg vertreten und unter anderem Mitglied in der Eurobaustoff Handelsgesellschaft.

## Geschichte
Das Berliner Unternehmen wurde 1874 von Otto Bergmann und Adolph Franz unter der Firmierung Bleirohrfabrik und Röhrengroßhandlung Bergmann & Franz gegründet. Im Jahr 1900 starb der Mitbegründer Adolph Franz. Carl Bachmann, der Schwiegersohn von Otto Bergmann, und Gustav Eberstein führten die Firma Bergmann & Franz Nachf. fort.
In den Goldenen Zwanzigern kam es 1924 zur Gründung der Firma Bergmann & Franz Nachf. Aktiengesellschaft, die sich ab 1928 auf den Handel mit sanitären Einrichtungsgegenständen konzentrierte. Zwei Jahre später wurde die Firma von einer Aktiengesellschaft in eine Kommanditgesellschaft umgewandelt. Die damaligen Gesellschafter waren Rudolf Hahn und Werner Ehrig. Als Komplementärgesellschafter trat 1964 die August Wollschläger & Co. GmbH ein. Zwei Jahre später 1966 verstarb Rudolf Hahn.
1988 verstarb auch der Kommanditist Werner Ehrig. 1995 wurde das neue Logistikzentrum mit 9000 Quadratmetern Lagerfläche in Blumberg eröffnet. Im Jahr 1999 trat Markus Ehrig-Holzapfel als Geschäftsführer in das Unternehmen ein. Er verstarb 2012. Heute wird das Unternehmen von Andreas Ubl und Lars Paulsen geführt.
2007 wurde das Logistikzentrum in Blumberg auf eine Gesamtfläche von 43.000 Quadratmeter erweitert (davon 20.000 m² Lagerfläche). 2010 wurde in Kooperation mit dem Elektrogroßhandel Obeta das „Berliner Energie Zentrum“ eröffnet, in dem Produkte rund um erneuerbare Energien vorgestellt werden.
2018 übernahm der irische Baustoffhersteller CRH Bergmann & Franz. Nachdem CRH 2019 ihre europäische Baustoffhandelssparte an den US-Finanzinvestor Blackstone veräußert hatte, gliederte dieser das Unternehmen in seine Gruppe Building Materials Europe (BME) ein, wo sie neben der norddeutschen Paulsen-Gruppe, Hagebau und Bauking unter gemeinsamem Management steht.